# Trần Lưu Hải
Trần Lưu Hải (28 tháng 8 năm 1953) là chính khách Việt Nam. Ông từng giữ chức vụ Ủy viên Trung ương Đảng Cộng sản Việt Nam, Phó Trưởng ban thường trực Ban Tổ chức Trung ương.
Ông quê quán ở Xã Bảo Yên, huyện Thanh Thủy, tỉnh Phú Thọ.
Bị kỷ luật cảnh cáo.
Ban Bí thư đã quyết định kỷ luật cảnh cáo ông Trần Lưu Hải. Theo kết luận, ông Hải với cương vị nêu trên đã thiếu trách nhiệm khi ký ban hành công văn của Ban Tổ chức Trung ương về việc tăng thêm chức danh Phó chủ tịch UBND tỉnh Hậu Giang nhiệm kỳ 2011-2016 có nội dung trái với kết luận của Bộ Chính trị, Ban bí thư.
Ông Hải có khuyết điểm trong việc ký công văn trả lời Tỉnh ủy Hậu Giang về thực hiện quy trình nhân sự tăng thêm một cấp ủy viên nhiệm kỳ 2015-2020 đối với Trịnh Xuân Thanh.